# Josef Kleinhaipl

Josef Kleinhaipl

Josef Kleinhaipl (* 8. Jänner 1816 in Niederneukirchen; † 22. Jänner 1905 in St. Pölten) war österreichischer Politiker und der elfte Bürgermeister von St. Pölten.

## Leben
Josef Kleinhaipl wurde am 8. Jänner 1816 im oberösterreichischen Niederneukirchen als Sohn eines Wundarztes geboren. Er wollte den Beruf seines Vaters ergreifen, weshalb er 1831 nach Wien ging, um Medizin zu studieren. Nachdem er die Universität 1835 ohne Abschluss verlassen hatte, heiratete er 1839 in die Familie des Tuch- und Eisenhändlers Josef Heim nach St. Pölten. Bereits 1861 war Kleinhaipl Mitglied des Gemeinderats, ab 1879 war er erster Gemeinderat, was dem Vizebürgermeister entsprach. 1882 wurde er zum Bürgermeister gewählt, 1888 wurde er überraschend nicht wiedergewählt. Er starb am 22. Jänner 1905 in St. Pölten.

## Ehrungen
- Kleinhaiplstraße in St. Pölten (1934)[1]
- Ehrenbürger der Stadt St. Pölten (1895)[2]